# 쌍무지개 뜨는 언덕
"쌍무지개 뜨는 언덕"(The Double Rainbow Hill)은 한국에서 제작된 정회철 감독의 1977년  영화이다. 임예진 등이 주연으로 출연하였고 곽정환 등이 제작에 참여하였다.

## 출연

### 주연
- 임예진
- 진유영
- 나시찬
- 정혜선

## 기타
- 원작자: 김뇌성
- 조명: 권수용
- 녹음: 유창국
- 미술: 이봉선